# Madondo
Madondo is een geslacht van wantsen uit de familie van de Miridae (Blindwantsen). Het geslacht werd voor het eerst wetenschappelijk beschreven door Odhiambo in 1968.

## Soorten
Het genus bevat de volgende soorten:

- Madondo ater Odhiambo, 1968
- Madondo karibus Odhiambo, 1968
- Madondo marmoratus Odhiambo, 1968
- Madondo matofalis Odhiambo, 1968